# مارسيلو سيمونز
مارسيلو سيمونز (بالإنجليزية: Marcello Simmons)‏ هو لاعب كرة القدم الكندية أمريكي، ولد في 8 مارس 1971 في تومبول في الولايات المتحدة.